# گاه‌شماری شمسی–قمری
گاه‌شماری شمسی–قمری یا گاه‌شماری ماه‌ و خورشیدی (به انگلیسی: Lunisolar calendar) در بسیاری از فرهنگ‌ها، نوعی گاه‌شماری (تقویم) است که ماه‌های آن قمری و طول سال آن شمسی می‌باشد و در هر سه سال (و به‌ندرت دو سال) یک بار، یک ماه کبیسه خواهد داشت. این تقویم، علاوه بر گام‌های ماه، زمان سال شمسی را نیز نشان می‌دهد. اگر سال شمسی براساس سال اعتدالی محاسبه شود، تقویم شمسی–قمری زمان فصل‌ها را مشخص می‌کند، و اگر سال شمسی براساس سال نجومی محاسبه گردد، تقویم برج فلکی‌ای را که در آن بدر رخ می‌دهد پیش‌بینی می‌کند. معمولاً مقرر می‌کنند که تعداد ماه‌های سال عدد ثابتی (۱۲) باشد که در این صورت هر دو یا سه سال تعداد ماه‌ها ۱۳ تا محاسبه می‌شود.
گاه‌شماری عبری، گاه‌شماری هندو، گاه‌شمار هخامنشی، گاه‌شماری بودایی، گاه‌شماری چینی، گاه‌شماری کره‌ای، گاه‌شماری یونانی، گاه‌شماری بابلی، و گاه‌شماری سنتی برمه‌ای همه تقویم‌های شمسی–قمری هستند.

## کبیسه‌گیری
در این گاه‌شماری که امتزاج سال شمسی با انتقسام ماه‌های قمری است، لازم می‌آید در هر سه یا دو سال خورشیدی یک ماه کبیسه قمری افزوده شود (هر ۲٫۷ سال شمسی نیاز به یک کبیسه یکماهه قمری است). در یک دوره متونی که متون ستاره‌شناس یونانی در ۴۳۰ پیش از میلاد به دست آورد، هر دوره ۱۹ ساله خورشیدی با ۲۳۵ ماه قمری برابری می‌کند (یعنی با اعمال هفت کبیسه ماه قمری طی هر ۱۹ سال). دورهٔ متونی در بیشتر گاه‌شماری‌های خورشیدی-مهی (از سلوکیان و اشکانیان و یهودیان تا بعضی از چینیان) مورد استفاده قرار گرفته‌است. بنا بر تفاضل این دو گاه‌شماری به‌طور معمول در این تقویم در هر گردش ۱۹ ساله، هفت ماه کبیسه (سالهای: ۳ - ۶ - ۸ - ۱۱ - ۱۴ - ۱۷ - ۱۹) اعمال و اضافه می‌شود که دو کبیسه آن دو ساله است. در تقویم یهود از دورهٔ هشت سالهٔ ماه‌ و خورشیدی با ۹۹ ماه قمری و سه کبیسه نیز استفاده می‌شده‌است.
در کبیسه‌گیری ۱۹ ساله از طریق ماه‌های قمری هلالی با ۱۲۶ دوره (دورهٔ آخر ۲۰ ساله با کبیسه سال ۲۰ به‌جای سال ۱۹) طی چرخهٔ ۲۳۹۵ ساله هماهنگی دقیق‌تری با سال‌های خورشیدی حفظ می‌شود.
در کبیسه‌گیری ۱۹ ساله از طریق ماه‌های قمری قراردادی با ۱۳۸ دوره (دورهٔ آخر ۲۰ ساله با کبیسه سال ۲۰ به‌جای سال ۱۹) طی چرخهٔ ۲۶۲۳ به دست می‌آید. طبق تقویم قمری قراردادی برای نمونه سال ۳۸ تا ۵۶ خورشیدی می‌تواند آغاز نخستین دوره و سال ۱۳۸۷ تا ۱۴۰۵ دورهٔ کنونی کبیسه‌گیری متوازن ۱۹ ساله باشد. سال ۵۰ خورشیدی که تقریباً با یک ماه قمری آغاز می‌شود نقطه اتکایی محاسبه این چرخه خواهد بود. سال ۲۶۶۰ خورشیدی آخرین سال این چرخه خواهد بود که کبیسه است.
در تقویم بابلی به نوعی در نیمه یا پایان هر سه سال ماه کبیسه اعمال می‌شده‌است اما در درازمدت کبیسه‌گیری مشخصی به دست نیامده است. در دوره بابلی نو دوره کبیسه‌گیری ۹ یا ۱۹ ساله اعمال می‌شده‌است. به نظر می‌رسد در ایران نخستین بار در زمان خشایارشاه کبیسه‌گیری ۱۹ ساله اعمال می‌شده‌است.